# Ocrepeira viejo
Ocrepeira viejo är en spindelart som beskrevs av Claude Lévi 1993. Ocrepeira viejo ingår i släktet Ocrepeira och familjen hjulspindlar. Inga underarter finns listade i Catalogue of Life.